# Beppe Menegatti
Giuseppe Menegatti, dit Beppe Menegatti, né  à Florence le 6 septembre 1929 et mort à Rome le 17 septembre 2024, est un metteur en scène de théâtre italien.

## Biographie
Né à Florence, Giuseppe Menegatti a assisté très jeune à des représentations au Maggio Musicale Fiorentino. L'Académie nationale Silvio D'Amico de Rome lui a attribué une bourse. Au milieu des années 1950, il est appelé par Luchino Visconti comme assistant réalisateur. Il a collaboré au cours de sa carrière avec Eduardo De Filippo et Vittorio De Sica.
Il a mis en scène des opéras, des ballets et des pièces de théâtre d'auteurs importants, dont, en 1964, la première italienne de Play de Samuel Beckett et celle de Maria d'Isaac Babel.
Il a dirigé des spectacles de sa femme, la ballerine Carla Fracci, qu'il a épousée en 1964 et avec laquelle il a eu un fils, Francesco, né en 1969,. Le 27 mai 2021, Carla Fracci décède .
Beppe Menegatti est mort à Rome le 17 septembre 2024 à l'âge de 95 ans.